# Banaitja
Dans la mythologie aborigène, Banaitja est un dieu créateur, fils (ou père) de Laitjun ou Laintjung, bien qu'ils soient souvent considérés comme une seule entité.